# 三鷹市立中原小学校
三鷹市立中原小学校（みたかしりつ なかはらしょうがっこう）は、東京都三鷹市中原2丁目にある公立小学校。

## 概要
- 本校は、三鷹市立東台小学校・三鷹市立第五中学校とともに、「鷹南学園」を構成している[2]。

## 沿革
- 1962年（昭和37年）
  - 4月1日 - 三鷹市立第一小学校より分離し、開校。
  - 4月x日 -　始業式・入学式挙行。児童数429名。ただし、校舎未完成のため第一小学校にて授業開始。
- 1963年（昭和38年）5月31日 - 校歌制定。
- 1965年（昭和40年） - 創立3周年記念式典を挙行。校章制定（むらさき草の花を図案化したもの）。
- 1968年（昭和43年） - 体育館完成。
- 1969年（昭和44年） - プール完成。
- 1972年（昭和47年） - 創立10周年記念式典挙行。
- 1973年（昭和48年） - 4月の東台小学校開校により、児童536名を移籍。お別れ会挙行。
- 1976年（昭和51年） - 鉄筋校舎完成。岩石園、観察池、水田完成。
- 1977年（昭和57年） - 創立20周年記念式典挙行。造形フェスティバル開催。
- 1987年（昭和62年） - 郷土資料室設置。
- 1989年（平成元年） - コンピュータルーム設置。ランチルーム・和室・教育相談室設置。
- 1992年（平成4年） - 創立30周年記念式典挙行・祝賀会開催。
- 2000年（平成12年） - 学校図書館完成。パソコン新機種入れ替え。モバイル・ノートパソコン導入。
- 2002年（平成14年） - 創立40周年記念集会。
- 2003年（平成15年） - 学校・家庭・地域連携イントラネット開始。
- 2006年（平成18年） - 東校舎耐震工事完了。
- 2009年（平成21年） - コミュニティ・スクール委員会発足。鷹南学園開園。
- 2012年（平成24年） - 鷹南学園三鷹市立中原小学校開校50周年。
- 2015年（平成27年） - 校庭芝生開放。
- 2022年（令和4年）- 鷹南学園三鷹市立中原小学校開校60周年。

## 学区
- 中原2丁目（1番・10番～13番）
- 中原3丁目（全域）
- 中原4丁目（17番7号～19号(中央自動車道の北側)・35番・36番）
- 新川1丁目（全域）
- 新川4丁目（1番～17番・25番(新川・島屋敷通り団地11～16号棟)）
- 新川5丁目（6番(新川・島屋敷通り団地18～20号棟)・7番～16番）

## アクセス
いずれも中仙川通り（三鷹市道）沿いにある学校正門（校門）まで
- 三鷹市コミュニティバス「新川・中原ルート」で、「中原高架下児童遊園」停留所下車後、
  - つつじヶ丘駅北口行のりばから、徒歩約55m・約1分。
  - 三鷹中央防災公園行のりばから、徒歩約165m・約3分。
    - なお、三鷹中央防災公園行停留所から学校正門まで直接距離は約55mほどだが、学校正門前に横断歩道が設置されてなく、中央道高架下付近にある横断歩道まで廻る必要があるため、約3倍の距離となる。
- 小田急バス「吉03」・「鷹54」の各系統のバスで、「中原小学校」停留所下車後、
  - 吉祥寺駅行・三鷹駅行のりばから、徒歩約170m・約3分。
    - 吉祥寺駅行・三鷹駅行停留所から学校敷地は隣接しているが、学校正門との位置関係で遠廻りを強いる。

  - 仙川行のりばから、徒歩約175m・約3分。
- 中央自動車道三鷹BSより、
  - 新宿行降車停留所から、徒歩約290m・約5分。
  - 甲信・東海・関西方面行乗車停留所まで、徒歩約450m・約7分。

## 周辺
- 中原小学校学童保育所A組
- 新川こばと児童遊園
- 中央自動車道
  - 三鷹バスストップ
  - 三鷹料金所